# Az inkák kincse
Az inkák kincse (eredeti cím: Das Vermächtnis des Inka) 1965-ös spanyol-bolgár-német-olasz film, amit Karl May Az inka öröksége című regényéből készült. A filmet Georg Marischka rendezte, a forgatókönyvet szintén ő írta Winfried Groth és Franz Marischka közreműködésével. A történetben az inka király megölésével megvádolt férfi próbálja tisztára mosni a nevét és megállítani a valódi gyilkost, aki az inkák kincsére feni a fogát. A film főszereplői Guy Madison és Rik Battaglia.
A filmet Spanyolországban 1954. szeptember 8-án, Nyugat-Németországban pedig 1966. április 9-én mutatták be a mozikban. Magyarországon a MOKÉP forgalmazásában, 1970. december 31-én.

## Történet
Az 1800-as években a perui kormány két követet küld a lázadni vágyó inkákhoz, hogy megpróbálják lecsillapítani a feszültséget. Azonban a látogatás során meghal az inkák királya, a balhét pedig az egyik követre, a Jaguar apóként emlegetett Karl Hansenre próbálják rákenni. Az inkák irányítását egyúttal a korábbi herceg, Haukaropora veszi át, aki irányításával az indiánok el akarják űzni a területről a fehér gyarmatosítókat. Jaguar apónak versenyt kell futnia az idővel, hogy megállítsa a lázadást és tisztára mossa a nevét, míg a valódi gyilkos, a bandita Gambusino tovább akarja fokozni az inkák elégedetlenségét, hogy végül megszerezze a nép kincsét.

## Szereplők
| Színész          | Szerep                   | Magyar hang    |
| ---------------- | ------------------------ | -------------- |
| Guy Madison      | Karl Hansen / Jaguar apó | Mécs Károly    |
| Rik Battaglia    | Antonio Perillo          | Bárány Frigyes |
| Fernando Rey     | Castillo elnök           | Gáti József    |
| William Rothlein | Haukaropora              | Fodor Tamás    |
| Francisco Rabal  | Gambusino                |                |
| Heinz Erhardt    | Morgenstern professzor   | Képessy József |
| Chris Howland    | Don Parmesan             |                |
| Walter Giller    | Fritz Kiesewetter        | Láng József    |
| Geula Nuni       | Graziella                | Pálos Zsuzsa   |
| Carlo Tamberlani | Anciano                  | Kőmíves Sándor |
| Raf Baldassarre  | Geronimo                 | Szersén Gyula  |
| Geza De Rosner   | Jan Hansen               |                |
| Santiago Rivero  | Ruiz miniszter           |                |
| Ingeborg Schöner | Mrs. Ruiz                |                |
|                  | Pilar                    | Petur Ilka     |

A magyar szinkronváltozat 1970-ben a MOKÉP megbízásából a Pannónia Filmstúdióban készült.